# Mark Newman
Mark Newman ist ein britischer Physiker. Er ist seit 2002 Professor der Physik an der University of Michigan, USA. Seine Forschungsgebiete sind komplexe Netzwerke – insbesondere soziale und biologische Netzwerke – sowie Computer-Netzwerke.
Newman studierte an der University of Oxford. 1988 erhielt er seinen B.-A.- und 1991 seinen Ph.-D.-Abschluss. Nach Aufenthalten als Postdoc an der Cornell University und am Santa Fe Institute wurde er 2002 zunächst Assistant Professor an der University of Michigan, seit 2007 ist er dort Full Professor und seit 2015 Anatol Rapoport Distinguished University Professor of Physics.
Seine Hauptinteressengebiete sind die Statistische Physik und die Theorie komplexer Systeme, mit einem Schwerpunkt auf vernetzten Systemen, darunter sozialen, biologischen und Computernetzwerken. Zu den Themen, mit denen er sich mit seinen Mitarbeitern beschäftigt hat, gehören mathematische Modelle der Netzwerkstruktur, Algorithmen zur Analyse von Netzwerkdaten und Anwendungen der Netzwerktheorie auf verschiedene konkrete Probleme wie zum Beispiel die Ausbreitung von Krankheiten in menschlichen Populationen, die Ausbreitung von Computerviren, Muster der Zusammenarbeit unter Wissenschaftlern oder Geschäftsleuten, Zitierungsnetzwerke und die Robustheit von Netzwerken beim Ausfall von Netzwerkknoten. Unter anderem entwickelt er mathematische Methoden, um soziale Netzwerke aufzuspüren und abzubilden:

„Netzwerktheorie ist keine Spielerei, ich interessiere mich nicht für Karateclubs an sich, sondern für die mathematischen Hilfsmittel, um soziale Netzwerke aufzuspüren und abzubilden.“

2007 wurde er Fellow der American Physical Society und 2014 Fellow der American Association for the Advancement of Science. 2014 erhielt er den Lagarange-Preis der CRT Foundation und 2016 ein Guggenheim-Stipendium. 2022 wurde Newman in die Royal Society gewählt.
Seit 2021 zählt ihn der Medienkonzern Clarivate aufgrund der Zahl seiner Zitierungen zu den Favoriten auf einen Nobelpreis (Clarivate Citation Laureates).

## Schriften
- mit Duncan J. Watts (Hrsg.): The Structure and Dynamics of Networks. Princeton University Press, Princeton, NJ 2006, ISBN 0-691-11357-2.
- Mark Newman: Networks. 2. Auflage. Oxford University Press, 2018, ISBN 978-0-19-880509-0 (englisch).
- Mark Newman: The physics of networks. In: Physics Today. Band 61, Nr. 11, 2008, S. 33, doi:10.1063/1.3027989 (englisch).